# Szczara (wieś)
Szczara (biał. Шчара; ros. Щара) – wieś na Białorusi, w obwodzie grodzieńskim, w rejonie mostowskim, w sielsowiecie Kuryłowicze, przy lasach Puszczy Lipiczańskiej, nad Szczarą.
Dawniej wieś i majątek ziemski. W dwudziestoleciu międzywojennym leżała w Polsce, w województwie nowogródzkim, w powiecie słonimskim, w gminie Kuryłowicze.